# Zapateado (España)
El zapateado es tipo de danza y música folclórica de origen andaluz en compás de 6/8, y movimiento vivo, marcado a dos tiempos, el segundo muy acentuado.  Presenta en su baile un gracioso zapateo. Los humanistas del siglo XVI afirmaban que el zapateado o taconeo derivaba del lactisma de las danzarinas romanas de los tiempos del Imperio.
El violinista español Pablo Sarasate compuso un famoso Zapateado. En el flamenco, destaca el Zapateado en Re, del maestro Sabicas.